# 弗萊謝山
47°02′15″N 9°30′23″E / 47.03750°N 9.50639°E

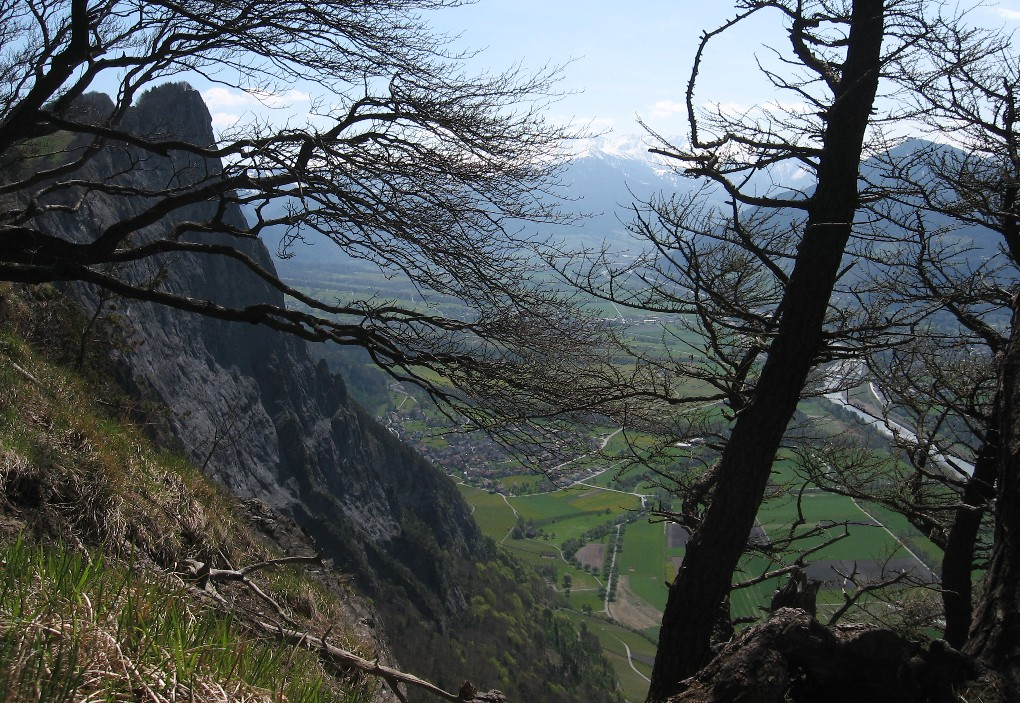

弗萊謝山（Fläscherberg），是瑞士的山峰，位於該國東南部，由格勞賓登州負責管轄，屬於雷蒂孔山的一部分，海拔高度1,135米，每年平均降雨量1,729毫米。